# Eleftheria i Thànatos

Bandera de Grècia

Eleftheria i Thànatos (en grec: Ελευθερία ή θάνατος; pronunciat: [elefθeˈria ˈi ˈθanatos]; «Llibertat o Mort») és el lema nacional de Grècia. Va sorgir a la dècada de 1820 durant la Guerra d'Independència grega, on va ser un crit de guerra per als grecs que es rebel·laren contra el domini otomà. Es va adoptar després de la Guerra d'Independència grega i avui en dia encara segueix en ús. Una teoria popular atribueix l'ús de nou bandes a la bandera nacional grega a les nou síl·labes del lema. El lema simbolitzava, i segueix simbolitzant, la reacció del poble grec contra la tirania i l'opressió.